# Acomys chudeaui
Acomys chudeaui es una especie de roedor de la familia Muridae.

## Distribución geográfica
Se encuentra en Mauritania Marruecos y Sahara Occidental. 

## Hábitat
Su hábitat natural son: zonas rocosas y desiertos calientes.